# Писарёво (Московская область)

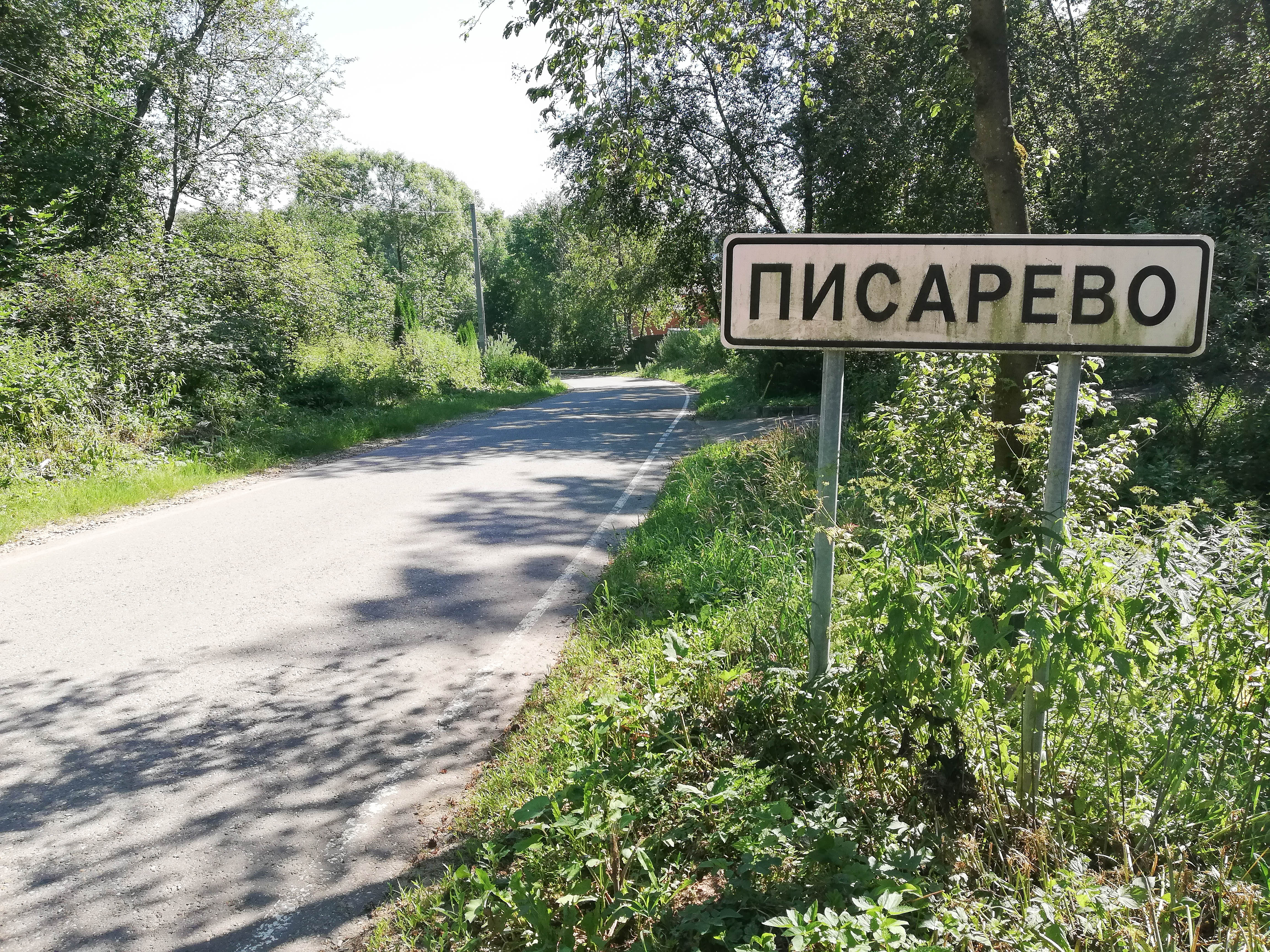
Указатель въезда в деревню

Писарёво — деревня в Рузском районе Московской области, входящая в состав сельского поселения Старорузское. Население — 40 жителей на 2006 год, в деревне числятся 4 улицы и 1 садовое товарищество. До 2006 года Писарёво входило в состав Старорузского сельского округа.
Деревня расположена в центральной части района, на левом берегу реки Руза, примерно в 6,5 км к юго-востоку от Рузы, высота центра деревни над уровнем моря 159 м. Ближайшие населённые пункты — Акулово на противоположном берегу реки, Вражеское — в 600 м на северо-запад и Тимохино в 1 км западнее. в 300 м на север от деревни проходит автодорога А108 Московское большое кольцо.